# کیش‌وارشانی
کیش‌‌وارشانی (به مجاری:  Kisvarsány) یک منطقهٔ مسکونی در مجارستان است که در ناحیه واشاروش‌نامنی واقع شده‌است. کیش‌‌وارشانی ۱۲٫۸۳ کیلومتر مربع مساحت و ۱٬۰۳۰ نفر جمعیت دارد.